# Dang Ye-seo
Dang Ye-seo (ur. 27 kwietnia 1981 w Changchun) – koreańska tenisistka stołowa, brązowa medalistka olimpijska. 
Największym jej sukcesem jest brązowy medal olimpijski z Pekinu w turnieju drużynowym kobiet. Rok później na mistrzostwach świata w Jokohamie osiągnęła ćwierćfinał w grze pojedynczej.